# Gudfadern (film)
Gudfadern (engelska: The Godfather) är en amerikansk oscarbelönad gangsterfilm som hade allmän biopremiär i USA den 24 mars 1972, i regi av Francis Ford Coppola med Marlon Brando och Al Pacino i huvudrollerna. Filmen är den första i en serie av tre filmer av Coppola om den fiktiva italiensk-amerikanska maffiafamiljen Corleone, baserade på Mario Puzos bok Gudfadern. Mario Puzo skrev även manuset till filmerna tillsammans med Coppola. Handlingen i denna första film utspelar sig mellan 1945 och 1955.
Gudfadern har fått oerhört många lovord från både amerikanska och internationella filmkritiker, och rankas som en av världens bästa filmer. Filmen fick Oscar för Bästa film, Bästa manliga huvudroll (Marlon Brando) och för Bästa manus efter förlaga. Den har också valts ut för att bevaras i det amerikanska filmregistret. Därutöver rankas filmen på andra plats i den amerikanska filminstitutets lista över 100 bästa filmer på 100 år. Av den brittiska tidningen Empire har den utsetts till historiens bästa film, på deras lista över de 500 bästa filmerna.

## Handling
Den mäktige maffiabossen Don Vito Corleone gifter bort sin dotter Connie med Carlo Rizzi. En presentation av familjen Corleone och deras anhöriga följer, vi får möta sönerna Sonny, Fredo, Michael och den adopterade sonen Tom Hagen. Under bröllopet får Tom Hagen i sin roll som "consigliere" (rådgivare till Gudfadern) ta emot önskemål. Don Corleone tar sedan emot på sitt kontor. Han hjälper människor som har det svårt med allt möjligt från ekonomiskt understöd och att få hjälparbetare att stanna kvar i landet till att mörda folk som har gjort något illa; han baserar detta system på tjänster och gentjänster. 
Yngste sonen Michael Corleone har delvis fjärmat sig från familjen och dyker upp i uniform till bröllopet tillsammans med sin flickvän Kay Adams. Michael Corleone gick med i Marinkåren dagen efter Japans anfall på Pearl Harbor 1941, och deltog i striderna i Stilla havet, och befordrades till löjtnant. Vid bröllopet försäkrar Michael flickvännen, väl medveten om sin familjs bakgrund och kännedomen om den, att han inte är som sin familj. Michael har, med sin fars samtycke, istället planer på en icke-kriminell och civil karriär utanför den undre världen.

## Om filmen
- Det var Al Pacino som tipsade Francis Ford Coppola om Marlon Brando i rollen som Don Corleone.
- Filmen Oscarsbelönades i kategorierna Bästa film, Bästa manliga huvudroll och Bästa manus. Marlon Brando vann för bästa manliga huvudrollsinnehavare, men avstod från priset som en protest mot hur den amerikanska staten behandlat den amerikanska ursprungsbefolkningen – indianerna. Han skickade i stället skådespelerskan Sacheen Littlefeather, med indianskt påbrå, till Oscarsgalan för att tacka nej till utmärkelsen å hans vägnar.
- Gudfadern är med ett snittbetyg på 9,2 av 10 rankad plats 2 på IMDbs lista över de 250 bästa filmerna genom tiderna.
- Inspelningsarbetet präglades av konflikter mellan filmbolaget Paramount och regissören Francis Ford Coppola. Den sistnämnde var vid flera tillfällen nära att få sparken och filmbolaget var mycket kritiska till rollbesättningen av främst Marlon Brando och Al Pacino.
- Filmen vann fem Golden Globes: bästa spelfilm - drama, bästa manliga huvudroll spelfilm - drama (Brandon), bästa regi - drama, bästa manus - spelfilm och bästa filmmusik - spelfilm.[13]
- Filmen hade Sverigepremiär den 27 september 1972 på biograferna China, Look och Palladium i Stockholm.[14]

## Rollista
| Skådespelare          | Roll                          | Beskrivning |
| --------------------- | ----------------------------- | --- |
| Marlon Brando         | Don Vito Corleone             | Även känd som Gudfadern (italienska: il padrino). Överhuvud för familjen Corleone i New York. Han hette ursprungligen Vito Andolini och härstammar från orten Corleone i Palermo på Sicilien, efter vilken han fick namnet Vito Corleone. Don Vito är make till Carmela Corleone och far till Sonny, Fredo, Michael och Connie samt adoptivfar till Thomas "Tom" Hagen. |
| Al Pacino             | Michael Corleone              | Vitos yngste son, en krigshjälte från andra världskriget och den ende i familjen som studerar. Vito hoppas att hans son kan bli något stort – på laglig väg – vilket passar Michael, vilken inte vill ha med familjens kriminella affärer att göra. Michael blir ändå den nye "Don Corleone", dock, på grund av ändrade omständigheter.                                 |
| James Caan            | Santino "Sonny" Corleone      | Vitos äldste son och hans tänkte efterträdare som familjens "Don" (maffiaboss). På grund av sitt hetlevrade sätt och oförmåga att reflektera över beslut, kritiseras han av sin far och av Tom Hagen. Far till Vincent "Vinnie" Mancini (Andy García) i Gudfadern del III.                                                                                              |
| John Cazale           | Frederico "Fredo" Corleone    | En av Vitos söner. Han betraktas som den svagaste av de fyra, och får mestadels göra småjobb. |
| Robert Duvall         | Thomas "Tom" Hagen            | Vitos adopterade son, av tysk-irländskt ursprung. Han är familjens advokat och consigliere ("rådgivare"). Far till Andrew Hagen (John Savage) i Gudfadern del III. |
| Diane Keaton          | Katherine "Kay" Adams         | Flickvän till Michael Corleone, senare hans hustru och mor till hans barn. |
| Talia Shire           | Constanzia "Connie" Corleone  | Familjens yngsta barn och Vitos enda dotter. Hon gifter sig med Carlo Rizzi. |
| Richard S. Castellano | Peter "Fat Pete" Clemenza     | Gammal vän till Vito och caporegime till familjen Corleone. |
| Abe Vigoda            | Salvatore "Sal" Tessio        | Gammal vän till Vito och caporegime till familjen Corleone. |
| Morgana King          | Carmela "Mama" Corleone       | Hustru till Vito Corleone och mor till Sonny, Fredo, Michael och Connie samt adoptivmor till Thomas "Tom" Hagen. |
| Julie Gregg           | Sandrinella "Sandra" Corleone | Hustru till Santino "Sonny" Corleone. |
| Jeannie Linero        | Lucy Mancini                  | Connies brudtärna och Sonnys älskarinna. Mor till Vincent "Vinnie" Mancini (Andy García) i Gudfadern del III. |
| Tere Livrano          | Theresa Hagen                 | Hustru till Thomas "Tom" Hagen. Mor till Andrew Hagen (John Savage) i Gudfadern del III. |
| Lenny Montana         | Luca Brasi                    | Livvakt för Don Vito Corleone, vilken Vito nyttjar som sin främste "enforcer" och "hitman". |
| Richard Bright        | Albert "Al" Neri              | En av familjen Corleones soldater, senare livvakt för Michael Corleone och även caporegìme. Han ersätter Luca Brasi som familjen Corleones främste "hitman". |
| Gianni Russo          | Carlo Rizzi                   | En bekant till Santino "Sonny" Corleone. Han gifter sig med Constanzia "Connie" Corleone, och blir involverad i familjens affärer. |
| Al Martino            | Johnny Fontane                | Världsberömd sångare, gudson till Vito Corleone. Löst baserad på Frank Sinatra. |
| Johnny Martino        | Paulie Gatto                  | En av Peter Clemenzas soldater. Han är familjen Corleones främste chaufför. |
| Tom Rosqui            | Rocco Lampone                 | En av Peter Clemenzas soldater. Han ersätter Paulie Gatto som chaufför. |
| Joe Spinell           | William "Willi" Cicci         | En av familjen Corleones soldater. Han ersätter Luca Brasi som familjen Corleones främste "enforcer". |
| Salvatore Corsitto    | Amerigo Bonasera              | En begravningsentreprenör som ber Don Vito Corleone om en tjänst. |
| John Marley           | Jack Woltz                    | En judisk-amerikansk Hollywood-producent och hästägare. Han antyds vara en pedofil. Han blir, motvilligt, arbetsgivare till Johnny Fontane. |
| Tony Giorgio          | Bruno Tattaglia               | Son till Don Philip Tattaglia och även caporegìme till familjen Tattaglia. Han äger en nattklubb och samarbetar med Virgil Sollozzo. |
| Al Lettieri           | Virgil "The Turk" Sollozzo    | Narkotikahandlande mafioso som arbetar för familjen Tattaglia. |
| Sterling Hayden       | Captain Mark McCluskey        | En irländsk-amerikansk poliskapten som är korrumperad och arbetar för Virgil Sollozzo. |
| Alex Rocco            | Morris "Moe" Greene           | En judisk-amerikansk gangster. Han äger ett hotell i Las Vegas, och beskyddar Fredo där som en tjänst åt familjen Corleone. Löst baserad på Benjamin "Bugsy" Siegel. |
| Richard Conte         | Don Emilio Barzini            | Överhuvud för familjen Barzini i New York. |
| Victor Rendina        | Don Philip Tattaglia          | Överhuvud för familjen Tattaglia i New York. |
| Louis Guss            | Don Giuseppe "Joseph" Zaluchi | Överhuvud för familjen Zaluchi i Detroit. |
| Rudy Bond             | Don Carmine Cuneo             | Överhuvud för familjen Cuneo i New York. |
| Don Costello          | Don Victor Stracci            | Överhuvud för familjen Stracci i New York. |
| Corrado Gaipa         | Don Tommasino                 | Gammal vän och partner till Don Vito Corleone. Han är maffiaboss i orten Corleone i Palermo på Sicilien. Han beskyddar Michael Corleone på Sicilien. |
| Angelo Infanti        | Fabrizio                      | Siciliansk herde och en av Don Tommasinos soldater. Livvakt för Michael Corleone på Sicilien. |
| Franco Citti          | Calò                          | Siciliansk herde och en av Don Tommasinos soldater. Livvakt för Michael Corleone på Sicilien. |
| Simonetta Stefanelli  | Apollonia Vitelli             | En ung kvinna som Michael Corleone träffar på Sicilien och gifter sig med. |
| Rosario "Saro" Urzì   | Signor Vitelli                | Ägare av en siciliansk restaurang. Far till Appolonia Vitelli, senare svärfar till Michael Corleone. |
| Franco Corsaro        | Genco Abbandando              | Gammal vän till Vito och tidigare consigliere ("rådgivare") till familjen Corleone. Gammelfar till Dominic Abbandando (Don Novello) i Gudfadern del III. Corsaro medverkade endast i en scen, vilken togs bort. |

## Utmärkelser
| Utmärkelse                             | Kategori                   | Nominerade                                                 | Resultat   |
| -------------------------------------- | -------------------------- | ---------------------------------------------------------- | ---------- |
| 45th Academy Awards                    | Bästa film                 | Albert S. Ruddy                                            | Vann       |
| 45th Academy Awards                    | Bästa regi                 | Francis Ford Coppola                                       | Nominerad  |
| 45th Academy Awards                    | Bästa manliga huvudroll    | Marlon Brando                                              | Vann       |
| 45th Academy Awards                    | Bästa manliga biroll       | James Caan                                                 | Nominerad  |
| 45th Academy Awards                    | Bästa manliga biroll       | Robert Duvall                                              | Nominerad  |
| 45th Academy Awards                    | Bästa manliga biroll       | Al Pacino                                                  | Nominerad  |
| 45th Academy Awards                    | Bästa manus efter förlaga  | Mario Puzo and Francis Ford Coppola                        | Vann       |
| 45th Academy Awards                    | Bästa ljud                 | Charles Grenzbach, Richard Portman, och Christopher Newman | Nominerad  |
| 45th Academy Awards                    | Bästa kostym               | Anna Hill Johnstone                                        | Nominerad  |
| 45th Academy Awards                    | Bästa klippning            | William H. Reynolds och Peter Zinner                       | Nominerad  |
| 45th Academy Awards                    | Bästa filmmusik            | Nino Rota                                                  | Återkallad |
| 26th British Academy Film Awards       | Bästa manliga huvudroll    | Marlon Brando                                              | Nominerad  |
| 26th British Academy Film Awards       | Bästa manliga biroll       | Robert Duvall                                              | Nominerad  |
| 26th British Academy Film Awards       | Bästa nykomling            | Al Pacino                                                  | Nominerad  |
| 26th British Academy Film Awards       | Bästa filmmusik            | Nino Rota                                                  | Vann       |
| 26th British Academy Film Awards       | Bästa kostym               | Anna Hill Johnstone                                        | Nominerad  |
| 25th Directors Guild of America Awards | Bästa regi (långfilm)      | Francis Ford Coppola                                       | Vann       |
| 30th Golden Globe Awards               | Bästa spelfilm             |                                                            | Vann       |
| 30th Golden Globe Awards               | Bästa regi                 | Francis Ford Coppola                                       | Vann       |
| 30th Golden Globe Awards               | Bästa skådespelare (drama) | Marlon Brando                                              | Vann       |
| 30th Golden Globe Awards               | Bästa skådespelare (drama) | Al Pacino                                                  | Nominerad  |
| 30th Golden Globe Awards               | Bästa biroll               | James Caan                                                 | Nominerad  |
| 30th Golden Globe Awards               | Bästa manus                | Mario Puzo and Francis Ford Coppola                        | Vann       |
| 30th Golden Globe Awards               | Bästa filmmusik            | Nino Rota                                                  | Vann       |
| 15th Grammy Awards                     | Bästa originalställning    | Nino Rota                                                  | Vann       |
| 25th Writers Guild of America Awards   | Bästa drama                | Mario Puzo and Francis Ford Coppola                        | Vann       |